# 八铺街站
八铺街站位于中华人民共和国湖北省武汉市武昌区，是武汉地铁5号线的地铁车站。

## 车站结构
八铺街站在白沙洲大道交叉口与武金堤公路之间，为地下二层岛式楔形车站，车站主体结构外包总长207.90m，有效站台中心里程处外包总宽21.804m。车站共设3个出入口、3组风亭、1个疏散口。采用明挖顺作法施工。

### 车站出口
|                                                 |      |      |  |
| 出口編號                                        | 設施 | 照片 |  |
| A                                               |      |      |  |
| B                                               |      |      |  |
| C₁                                              |      |      |  |
| C₂                                              |      |      |  |
| 注： 設有升降機 \| 設有輪椅升降台 \| 設有洗手間 |      |      |  |

## 鄰近地點
武泰闸体育场、万隆广场。

### 内部链接
- 武汉地铁车站列表